# Konrad Haebler
Konrad Haebler, (29 de octubre de 1857 – 13 de diciembre de 1946) Conrado Haebler en publicaciones españolas de comienzos del XX fue un bibliotecario, bibliólogo, historiador y experto en incunables alemán.
Estudió filología en Leipzig y trabajó en la biblioteca pública real en Dresde desde 1879. Se especializó en la historia y literatura de laEspaña de los Austrias. El estudio de la historia económica de España le condujo a un interés en los inicios de la imprenta. Desde 1898, estuvo al cargo de la catalogación de los incunables de la Biblioteca de Dresde. Para este propósito comenzó a compilar una comparación sistemática de tipos. Esto llevó a la publicación de Typenrepetorium en 1905.
De 1904 a 1920, presidió  la comisión que edita el Gesamtkatalog der Wiegendrucke. 
De 1907, trabajó en la Biblioteca Real de Berlín y desde 1914 fue conservador de la sección de manuscritos.

## Obras
- Die wirtschaftliche Blüte Spaniens im 16. Jahrhundert und ihr Verfall. 1888.
- The early printers of Spain and Portugal [Impresores primitivos de España y Portugal]. Londres: Bibliographical society. 1897. OCLC 2511551.
- Typenrepertorium der Wiegendrucke. 1905.
- Gotha, F.A., ed. (1907). Geschichte Spaniens unter den Habsburgern. Perthes. OCLC 1050326.
- Handbuch der Inkunabelkunde [Introducción al estudio de los incunables]. 1925.
- Rollen- und Plattenstempel des 16. Jahrhunderts. 1928–1929.